# Русинов, Александр Владимирович
Александр Владимирович Русинов (1878—1938) — протоиерей, святой Русской православной церкви, причислен к лику святых как священномученик.

## Биография
Родился в семье священника в селе Куркино Коломенского уезда Московской губернии.
В 1901 году после окончания семинарии рукоположён во священника. В 1901—1909 годах — служение в церкви Якотского погоста Дмитровской губернии. В 1909 году назначен первым настоятелем церкви Серафима Саровского при монастырском подворье в селе Ново-Кунцево, преподавал Закон Божий в Кунцевском коммерческом училище.
В 1934 году назначен настоятелем церкви Косьмы и Дамиана в Болшеве. Служил здесь до ареста в 1938 году.

## Обвинение, аресты мученическая смерть
- Осуждён по ст.58 п.10 ч.1 УК РСФСР (антисоветская деятельность) и ст.169 ч.1 УК РСФСР (сокрытие церковных ценностей), отправлен в концлагерь в город Котлас в 1930 году, где находился 3 года.
- В январе 1938 был обвинен в том, что «ведёт контрреволюционную агитацию против выборов в Верховный совет», а также «устраивает нелегальные сборища», вновь арестован и заключен в Бутырскую тюрьму.
- 31 января 1938 года был расстрелян на Бутовском полигоне вместе с 313 людьми.

Реабилитирован посмертно 12 декабря 1958 Президиумом Московского областного суда.

## Канонизация и почитание
Был канонизирован 11 апреля 2006 года Архиерейским собором Русской православной церкви. Почитается как священномученик. День памяти — 31 января (дата мученической кончины) и в 4-ю субботу по Пасхе в Соборе Бутовских новомучеников.